# Girsang
Girsang is een bestuurslaag in het regentschap Simalungun van de provincie Noord-Sumatra, Indonesië. Girsang telt 1871 inwoners (volkstelling 2010).